# Connie Hedegaard
Connie Hedegaard (ur. 15 września 1960 w Holbæk) – duńska dziennikarka i polityk, w latach 2004–2009 minister w duńskich rządach, od 2010 do 2014 komisarz ds. działań w dziedzinie klimatu w Komisji Europejskiej José Barroso.

## Życiorys
Ukończyła studia z zakresu literaturoznawstwa i historii na Uniwersytecie Kopenhaskim. Pracowała jako dziennikarka, publicystka i wydawca m.in. dla "Berlingske Tidende" oraz "Politiken".
W latach 1984–1990 i ponownie w okresie 2005–2009 sprawowała mandat posłanki do duńskiego parlamentu (Folketingetu), reprezentując Konserwatywną Partię Ludową. W 2004 premier Anders Fogh Rasmussen powierzył jej urząd ministra środowiska, rok później została jednocześnie ministrem współpracy nordyckiej. W 2007 przeszła na stanowisko ministra ds. klimatu i energii. Pozostała na tej funkcji także w gabinecie Larsa Løkke Rasmussena. W 2009 odpowiadała za organizację Konferencji Narodów Zjednoczonych w sprawie Zmian Klimatu w Kopenhadze.
W listopadzie tego samego roku ogłoszono, że w nowej Komisji Europejskiej obejmie funkcję komisarza ds. działań w dziedzinie klimatu. Urzędowanie rozpoczęła w lutym 2010 po zatwierdzeniu składu KE przez Parlament Europejski i zakończyła po upływie kadencji w 2014.